# Číchov
Číchov (německy Czichau, Tschichau) je obec v okrese Třebíč v Kraji Vysočina. Leží asi deset kilometrů severozápadně od Třebíče. Nadmořská výška obce je 420 metrů. Žije zde 223 obyvatel. Obcí prochází železniční trať Brno–Jihlava. Obec se nečlení na části, má ale dvě katastrální území: Brtnický Číchov a Třebíčský Číchov. K obci náleží i osada Hynkov, která se nachází asi 1,5 kilometru jižně od vlastního Číchova, osada Jalovec a samota Vápenice.
Sousedními obcemi sídla jsou Brtnice, Červená Lhota, Zašovice, Bransouze, Radonín, Přibyslavice a Chlum.

## Geografie
Číchovem ze severu na jih prochází silnice z Bransouz do Přibyslavic, severně ze zastavěného území obce vychází užitková silnice do Chlumu s odbočkou do Bransouz, východně pak cesta ke Křástkovu mlýnu, západně pak užitková silnice pod kopec Jalovec a k silnici mezi Radonínem a Bransouzemi, ta také vede na území obce z jihu k severu. Západně ze silnice vedoucí jižně od zastavěného území pak vychází silnice k rekreačnímu středisku Jalovec a do osady Hynkov. Přes jihozápadní okraj území obce přechází ze západu k východu z Radonína do Přibyslavic, severně pak vede užitková lesní silnice k samotě Vápenice. Ze zastavěného území obce od železniční zastávky vychází směrem na západ cyklostezka 5111, ta pak pokračuje do Radonína, přes část severní hranice území obce vede cyklostezka Jihlava–Třebíč–Raabs. Ze severu na jih a východ vede nad údolím řeky Jihlavy červená turistická stezka, ze zastavěného území obce od železniční zastávky vychází západně modrá turistická stezka, dále vede přes PP Jalovec a zříceninu Střeliště. Ze severu na jih vede přes zastavěné území obce železniční trať Brno–Jihlava, ve vsi se pak nachází železniční zastávka Číchov. 
Severní a jižní část území obce podél údolí Jihlavy je využívána zemědělsky, východní a západní část území je kopcovitá a zalesněná. Na západním okraji území obce lesy však byly vytěženy po kůrovcové kalamitě. 
Část hranice severně od zastavěného území obce tvoří řeka Jihlava, ta pak teče jižně přes zastavěné území obce, které rozděluje na dvě poloviny, jedna je nazývána tzv. Brtnický Číchov, druhá pak Třebíčský Číchov (území byla rozdělena i historicky), posléze pak řeka tvoří i část východní hranice území obce. Část západní hranice území obce pak je tvořena nepojmenovaným potokem, který pramení v osadě Hynkov, pak teče dál na východ a vlévá se do řeky Jihlavy. Na jihozápadě území obce pramení u samoty Vápenice Vápenický potok, ten pak teče pod PP Jalovec a přes Brtnický Číchov a vlévá se do Jihlavy. Ze západu na území obce teče Leštinský potok, který pak teče pod PP Na skaličce a pak se vlévá do Jihlavy. Západní hranici území obce tvoří zčásti i Radonínský potok a jeho zdrojnice, následně teče severně a pak se u Bransouz vlévá do Jihlavy.
Území Číchova se rozkládá na obou stránkách řeky Jihlavy, západní okraj dosahuje nadmořské výšky přes 600 metrů, východní přes 500 metrů, údolí řeky Jihlavy pak dosahuje cca 425 metrů nad mořem. Na východním okraji území obce se nachází kopec Na Skalici (524 metrů), u Hynkova se těsně za hranicí území obce se nachází Vránův kopec (539 metrů), u PP Jalovec se nachází turistické středisko s lyžařským vlekem (v roce 2023 obojí uzavřeno), kdy jeho nadmořská výška dosahuje 576 metrů. Jižně od Jalovce je pak nepojmenovaný kopec s kótou 582 metrů. Na jihozápadním okraji území obce se nachází Velká hora (614 metrů), u západního okraje území obce se pak nachází Vlčí hora (573 metrů), těsně za severní hranicí území obce se nachází vrchol Bukovec (572 metrů). 
Zastavěné území obce se nachází na východním okraji území obce v údolí řeky Jihlavy, na její nivě, je rozděleno řekou na dvě poloviny. Část Třebíčský Číchov se nachází na východním břehu řeky v mírném kopci, její část pak vede pod kopec Na Skalici k PP Na skaličce. Brtnický Číchov se nachází na západním břehu řeky Jihlavy, z části leží na nivě řeky, od části v údolí Vápenického potoka je pak oddělena železniční tratí. Na jižním okraji území obce se nachází osada Hynkov s dvorem, u PP Jalovec se nachází turistické středisko a několik chat. Nedaleko pramene potoka Vápenice se nachází samota Vápenice. Na západním okraji území obce se nachází zřícenina hradu Střeliště. Pod Vlčí horou těsně za hranicemi území obce se nachází chatová oblast. V údolí Jihlavy na severním okraji území obce se nachází chatová oblast a těsně za hranicí pozůstatky tvrze Bransouze.
Na východním okraji zastavěného území obce se nachází PP Na skaličce, u turistického areálu Jalovec se nachází PP Jalovec. V Číchově se nachází dvě Lípy svobody.

## Historie
První písemná zmínka o obci se nachází v zakládacích listinách benediktinského kláštera a pochází z roku 1104. V roce 1234 byla vesnice prodána klášteru v Tišnově. Později však byly statky v Číchově vyměněny za Pánov a brtnický Číchov se stal majetkem markraběte a ve 14. století se stal součástí panství pod hradem Rokštejnem a v 15. století se stala vesnice součástí brtnického panství. V roce 1580 pak byla Hynkem z Valdštejna založena osada Hynkov nedaleko vesnice.
Obcí protéká řeka Jihlava, která do roku 1879 dělila obec na dvě části: Na levém břehu řeky byl severní částí Číchov třebíčský (nazýván Číchov u Třebíče, spadal pod Chlum), na pravém břehu řeky pak jižní částí Číchov brtnický (Číchov u Brtnice, spadal pod Přibyslavice). Kolem roku 1890 byla vesnice sjednocena, někdy v tu dobu byla ve vsi otevřena i škola. Ta byla v roce 1978 uzavřena. V roce 1994 byla otevřena obecní turistická ubytovna.
V roce 2006 při velké povodni řeka Jihlava strhla železobetonový most v obci, nový most byl postaven až v roce 2008.
V roce 2015 byl parlamentem schválen návrh vlajky a znaku obce.
Do roku 1849 patřil Číchov do brtnického a třebíčského panství, od roku 1850 patřil do okresu Jihlava, pak od roku 1855 do okresu Třebíč. Mezi lety 1850 a 1879 patřila část Číchova pod Bransouze a další část pod Chlum a mezi lety 1980 a 1990 byla obec začleněna pod Přibyslavice, následně se obec osamostatnila.

## Obyvatelstvo
| Rok            | 1869 | 1880 | 1890 | 1900 | 1910 | 1921 | 1930 | 1950 | 1961 | 1970 | 1980 | 1991 | 2001 | 2011 | 2021 |
| -------------- | ---- | ---- | ---- | ---- | ---- | ---- | ---- | ---- | ---- | ---- | ---- | ---- | ---- | ---- | ---- |
| Počet obyvatel | 403  | 366  | 387  | 382  | 428  | 411  | 417  | 398  | 373  | 340  | 334  | 284  | 289  | 238  | 216  |
| Počet domů     | 57   | 61   | 59   | 60   | 60   | 61   | 76   | 88   | 91   | 84   | 86   | 104  | 102  | 109  | 109  |

## Obecní symboly
Znak a vlajka byly obci uděleny rozhodnutím předsedy Poslanecké sněmovny Parlamentu České republiky dne 5. března 2015.

## Politika
V letech 2006–2010 působil jako starosta Richard Pek, v letech 2010–2014 tuto funkci zastával Martin Caha. Od roku 2014 působí jako starosta František Veleba.

### Volby do Poslanecké sněmovny
|       | 2006                | 2010                | 2013                | 2017                | 2021                |
| ----- | ------------------- | ------------------- | ------------------- | ------------------- | ------------------- |
| 1.    | ČSSD (47,77 %)      | ČSSD (37,5 %)       | ČSSD (36,15 %)      | ANO (34,88 %)       | ANO (39,53 %)       |
| 2.    | KSČM (21,65 %)      | KSČM (15,44 %)      | KSČM (16,92 %)      | ČSSD (14,72 %)      | SPOLU (17,05 %)     |
| 3.    | ODS (16,56 %)       | ODS (12,5 %)        | ODS (9,23 %)        | KSČM (10,85 %)      | SPD (10,85 %)       |
| účast | 72,35 % (157 z 217) | 64,62 % (137 z 212) | 61,32 % (130 z 212) | 64,18 % (129 z 201) | 65,82 % (129 z 196) |

### Volby do krajského zastupitelstva
|      | 1.             | 2.                 | 3.                      | účast               |
| ---- | -------------- | ------------------ | ----------------------- | ------------------- |
| 2000 | KSČM (26,26 %) | 4KOALICE (22,22 %) | SV (19,19 %)            | 43,23 % (99 z 229)  |
| 2004 | KSČM (38,46 %) | ČSSD (17,3 %)      | KDU-ČSL (11,53 %)       | 24,2 % (53 z 219)   |
| 2008 | ČSSD (52,88 %) | KSČM (20,19 %)     | ODS (13,46 %)           | 49,3 % (105 z 213)  |
| 2012 | ČSSD (38,7 %)  | KSČM (30,1 %)      | KDU-ČSL (8,6 %)         | 49,52 % (103 z 208) |
| 2016 | ČSSD (47,72 %) | ODS (10,22 %)      | KDU-ČSL (10,22 %)       | 43,78 % (88 z 201)  |
| 2020 | ČSSD (30,26 %) | ANO (28,94 %)      | KDU-ČSL (6,57 %)        | 39,8 % (78 z 196)   |
| 2024 | ANO (65,67 %)  | SOCDEM (8,95 %)    | ČSNS+KSČM+ČSSD (7,46 %) | 34,87 % (68 z 195)  |

### Prezidentské volby
V prvním kole prezidentských voleb v roce 2013 první místo obsadil Miloš Zeman (51 hlasů), druhé místo obsadil Jiří Dienstbier (32 hlasů) a třetí místo obsadil Jan Fischer (25 hlasů). Volební účast byla 68,90 %, tj. 144 ze 209 oprávněných voličů. V druhém kole prezidentských voleb v roce 2013 první místo obsadil Miloš Zeman (115 hlasů) a druhé místo obsadil Karel Schwarzenberg (29 hlasů). Volební účast byla 69,23 %, tj. 144 ze 208 oprávněných voličů.
V prvním kole prezidentských voleb v roce 2018 první místo obsadil Miloš Zeman (80 hlasů), druhé místo obsadil Jiří Drahoš (23 hlasů) a třetí místo obsadil Michal Horáček (12 hlasů). Volební účast byla 69,95 %, tj. 142 ze 203 oprávněných voličů. V druhém kole prezidentských voleb v roce 2018 první místo obsadil Miloš Zeman (105 hlasů) a druhé místo obsadil Jiří Drahoš (32 hlasů). Volební účast byla 68,16 %, tj. 137 ze 201 oprávněných voličů.
V prvním kole prezidentských voleb v roce 2023 první místo obsadil Andrej Babiš (56 hlasů), druhé místo obsadil Petr Pavel (36 hlasů) a třetí místo obsadila Danuše Nerudová (18 hlasů). Volební účast byla 73,80 %, tj. 138 ze 187 oprávněných voličů. V druhém kole prezidentských voleb v roce 2023 první místo obsadil Andrej Babiš (77 hlasů) a druhé místo obsadil Petr Pavel (62 hlasů). Volební účast byla 75,27 %, tj. 140 ze 186 oprávněných voličů.

## Pamětihodnosti
- Asi 2,5 kilometru jihozápadně od vesnice se nachází terénní pozůstatky středověkého hrádku Střeliště, který zanikl v patnáctém století[31]
- Kaple Panny Marie
- Lyžařský areál Jalovec se stejnojmennou přírodní památkou
- Zašovický hřbet s neogenními usazeninami

## Osobnosti
- Michal Bezega (1917–1994), voják, původně ze Zakarpatské ukrajiny, bojoval v Dukelském průsmyku, usadil se v Číchově
- Stanislav Čáp (1890–1944), legionář
- Zdeněk Pisk (1927–2010), diplomat a právník